# 田口珠美
田口 珠美（たぐち たまみ 1970年3月6日 - ）は、日本の元タレント、元女優。東京都出身。

## 来歴・人物
日本テレビのJリーグ中継のレポーターや同局のバラエティ番組『投稿!特ホウ王国』のレポーターを務めた。その後、日本テレビアナウンサーの鈴木健と結婚し、引退した。

## プロフィール
- 身長・・・161cm
- バスト・・・80cm
- ウエスト・・・57cm
- ヒップ・・・85cm

## 主な出演

### 映画
- 毎日が夏休み （1994年）- 秘書・ふさえ役

### テレビ
- 今夜は歌はナイト（日本テレビ）
- 投稿!特ホウ王国（日本テレビ）
- ジパングあさ6（日本テレビ） - 三菱電機の生CMに出演

### ドラマ
- 金田一少年の事件簿 学園七不思議殺人事件（1995年4月8日、日本テレビ） - 女生徒 役

### CM
- ハウス食品『うまいっしょ』